# Paraclathurella
Paraclathurella é um gênero de gastrópodes pertencente a família Clathurellidae.

## Espécies
- Paraclathurella aditicola Hedley, 1922
- Paraclathurella clothonis Hedley, 1922
- Paraclathurella densegranosa (Thiele, 1925)
- Paraclathurella gracilenta (Reeve, 1843)
- Paraclathurella padangensis (Thiele, 1925)
- Paraclathurella thecla (Thiele, 1925)